# Casper Ruud
Casper Ruud (Oslo, 22 de diciembre de 1998) es un tenista profesional noruego. Es el primer noruego en ganar un torneo ATP y el primero de su país en haber llegado al número 2 del mundo. Sus logros más notables son el título del Torneo de Barcelona 2024 y del Masters 1000 de Madrid en 2025, así como haber llegado a las finales de Roland Garros en 2022 y 2023 y del US Open 2022.
Su padre Christian Ruud también fue tenista profesional y logró alcanzar el puesto 39 del ranking ATP.
Asimismo, sus victorias más importantes han sido frente a Alexander Zverev, Andrey Rublev, Stéfanos Tsitsipás, Félix Auger-Aliassime, Taylor Fritz, Diego Schwartzman, Matteo Berrettini, Novak Djokovic quienes eran Top-5 o Top-10 al momento del enfrentamiento.
Desde 2018 entrena en la Rafa Nadal Academy.

## Carrera

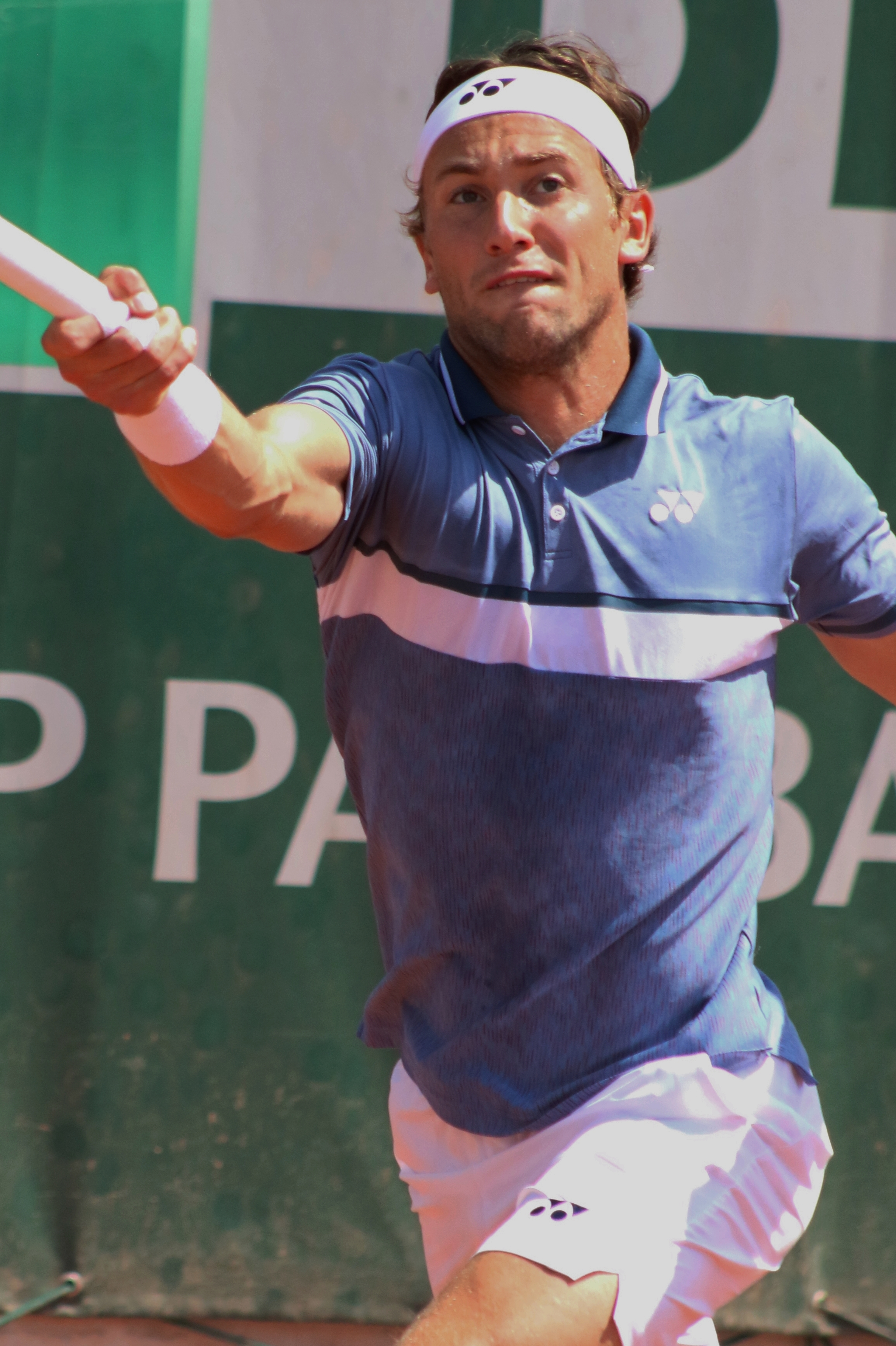
Ruud jugando Roland Garros en 2021.

### 2017
Casper recibió una invitación (Wild Card) para el ATP 500 de Río de Janeiro en 2017. En primera ronda derrotó al local Rogerio Dutra Silva por 6-3, 6-4 logrando a los dieciocho años su primera victoria ATP, en segunda ronda derrotó al español Roberto Carballés Baena por 6-7, 6-4, 7-6 metiéndose en sus primeros cuartos de final de un torneo ATP. En cuartos vence a otro local, esta vez Thiago Monteiro por 6-2, 7-6 pero cae en semifinales ante el 23.º del mundo Pablo Carreño Busta, en un partido muy parejo en el cual llegó a tener bola de partido en el 2.º set, por 6-2, 5-7, 0-6 cuajando así una semana inolvidable que le hizo subir desde el puesto 208 al 133 del ranking ATP. En septiembre, se impuso en la final del Torneo Ciudad de Albacete a Alejandro Davidovich.

### 2020
Casper gana su primer torneo ATP, el ATP 250 de Buenos Aires, eliminando a Pablo Andújar en ronda de 32, a Roberto Carballés en octavos, al serbio Dušan Lajović en cuartos, al local Juan Ignacio Lóndero en semifinales, y por último, al portugués Pedro Sousa en la final, venciéndolo por 6-1 y 6-4. Al ganar este torneo alcanzó el número 38 del ranking ATP.

### 2021
Inició su primera temporada en Melbourne II, donde entró como el quinto preclasificado y resultó eliminado en segunda ronda por Jiří Veselý. En el Abierto de Australia alcanzó la cuarta ronda tras superar a Jordan Thompson, Tommy Paul y Radu Albot, pero contra Andréi Rubliov tuvo que retirarse del encuentro por molestias físicas tras perder los dos primeros sets por 6-2, 7-6 (3). Volvió a jugar en el Torneo de Acapulco, pero solo pudo llegar a cuartos de final tras sufrir una lesión de muñeca que lo obligó a retirarse antes del encuentro contra Alexander Zverev.
La lesión le impidió jugar el Masters de Miami, por lo que regresó en el torneo de Marbella, donde cayó en cuartos de final contra Carlos Alcaraz. En Montecarlo superó en la primera ronda a Holger Rune por 6-2 y 6-1. Luego venció al noveno del ranking mundial Diego Schwartzman, a quien no había podido superar en los cuatro enfrentamientos anteriores, por doble 6-3. En tercera ronda le ganó a Pablo Carreño por 7-6, 5-7 y 7-5 y en cuartos de final a Fabio Fognini por 6-4 y 6-3. La posibilidad de disputar el título la frenó Andrey Rublev, que lo venció en dos sets por 6-3 y 7-5.
Siguió con la temporada europea de arcilla en Múnich, donde en semifinales cayó contra el posteriormente campeón, Nikoloz Basilashvili, por 6-1 y 6-2. En el Masters de Madrid equiparó su rendimiento de Montecarlo tras superar a Félix Auger-Aliassime, Yoshihito Nishioka, Stéfanos Tsitsipás (quinto en la clasificación mundial) y al kazajo Aleksandr Búblik. Sin embargo, en semifinales fue superado por Matteo Berrettini por doble 6-4, resultado que le permitió alcanzar por primera vez el top-20 del ranking mundial. Previo al segundo Grand Slam del año campeonó en el ATP de Ginebra tras batir a Tennys Sandgren, Dominik Koepfer, Pablo Andújar y en la final a Denis Shapovalov. Finalizó su participación en tierra batida con una tercera ronda en Roland Garros, donde venció a Benoît Paire y Kamil Majchrzak pero fue superado por Alejandro Davidovich Fokina tras cinco sets y más de cuatro horas de partido.

### 2022: Dos finales de Grand Slam y n.º 2 del mundo
Ruud fue sorteado para jugar contra Alex Molčan en la primera ronda del Abierto de Australia 2022, sin embargo, se retiró debido a una lesión de tobillo sufrida durante la práctica.
Poco después de su recuperación, participó en el Torneo de Buenos Aires, donde derrotó al local Diego Schwartzman en la final y consiguió su séptimo título individual ATP de su carrera.
Ruud alcanzó su cuarta semifinal de Masters 1000 en el Masters de Miami 2022 al derrotar a Henri Laaksonen, Alexander Bublik y Cameron Norrie, y luego obtuvo su primera victoria contra el n.º 4 del mundo, Alexander Zverev, en los cuartos de final. Ruud luego derrotó a Francisco Cerúndolo en las semifinales para avanzar a su primera final de Masters 1000. En la final perdió ante Carlos Alcaraz, de 18 años, en sets seguidos. Después de este resultado, Ruud alcanzó el ranking más alto de su carrera como n.º 7 en el mundo el 4 de abril de 2022.
En el Masters de Roma, Ruud alcanzó las semifinales al derrotar al 13.º favorito Denis Shapovalov antes de perder ante el número uno del mundo, Novak Djokovic. Luego defendió su título en el Torneo de Ginebra, derrotando a João Sousa en el partido por el campeonato más largo de la temporada (3 horas 4 minutos) como en juegos (36). Se convirtió en el sexto jugador en ganar múltiples títulos a nivel de gira en 2022. 
En el Torneo de Roland Garros, Ruud derrotó a Jo-Wilfried Tsonga, que estaba jugando su último partido profesional, Emil Ruusuvuori, Lorenzo Sonego, y el 12.º sembrado Hubert Hurkacz para avanzar a su primer cuarto de final importante, convirtiéndose en el primer noruego en llegar a la cuarta ronda y más allá en este major.  En el primer cuarto de final del Abierto de Francia totalmente escandinavo, derrotó a Holger Rune para preparar un partido con el también semifinalista por primera vez de Roland Garros Marin Čilić. Llegó a la final con una victoria en cuatro sets sobre Cilic, y se convirtió en el primer noruego en la historia en llegar a una final de Grand Slam. Cayó en sets seguidos ante Rafael Nadal, pero como resultado de su actuación pasó a un nuevo ranking de individuales más alto de su carrera del n.º 6 del mundo el 6 de junio de 2022 y al n.º 5 del mundo una semana después. 
En el Campeonato de Wimbledon, registró su primera victoria en este major derrotando a Albert Ramos-Viñolas y también su victoria número 150 de su carrera. 
En julio, Ruud ganó el Torneo de Gstaad por segundo año consecutivo y su noveno título ATP en total, después de derrotar a Matteo Berrettini en la final, mejorando su récord a nivel de gira en Suiza a 16-0. 
En el Masters de Canadá, Ruud derrotó a Félix Auger-Aliassime en los cuartos de final. En las semifinales, perdió ante Hubert Hurkacz en tres sets, pero volvió al número 5 del mundo.  En el Masters de Cincinnati, Ruud fue sorprendido por el estudiante de segundo año de la Universidad de Florida, Ben Shelton, en la segunda ronda. 
En el Abierto de Estados Unidos, Ruud fue uno de los cinco jugadores en el cuadro con posibilidades de alcanzar el puesto número uno del mundo (los otros eran Medvédev, Tsitsipas, Nadal y Alcaraz). Llegó a la cuarta ronda al derrotar a Kyle Edmund, Tim van Rijthoven y Tommy Paul; su partido de tercera ronda con Paul duró cinco sets y casi cuatro horas y media.  Luego derrotó al perdedor afortunado Corentin Moutet, al 13.º sembrado Matteo Berrettini, este último en sets seguidos, para hacer su segunda aparición en semifinales importantes. Luego derrotó al 27.º sembrado Karen Khachanov para llegar a su segunda final importante. Perdió ante el tercer sembrado Carlos Alcaraz en la final en cuatro sets. Como resultado, ascendió a un nuevo ranking de su carrera como número 2 del mundo el 12 de septiembre de 2022. 
En las ATP Finals 2022 dio un paso más que el año anterior al alcanzar la final derrotando a Andréi Rubliov y preparando un partido con el cinco veces campeón Novak Djokovic. En la final, Ruud perdió ante Novak Djokovic en sets seguidos. Ruud también ganó el premio Deportista del Año de la ATP por su comportamiento en la gira. 

### 2023: Final del Abierto de Francia
Ruud comenzó la temporada participando en la edición inaugural de la United Cup 2023 liderando al equipo de Noruega. Ganó su primer partido en el torneo contra Thiago Monteiro, pero en su segundo partido perdió contra Matteo Berrettini. El equipo de Noruega no logró avanzar a la fase eliminatoria.
En el Abierto de Australia, sufrió una temprana eliminación en la segunda ronda ante Jenson Brooksby en cuatro sets.
En enero de 2023, Ruud criticó la duración del calendario del ATP Tour y dijo que se tomaría alrededor de un mes de descanso de la competencia después del Abierto de Australia de 2023, siendo febrero efectivamente su pretemporada . 
Durante la gira norteamericana, tuvo problemas para encontrar su forma tras perder en la segunda ronda del Abierto de México ante Taro Daniel en sets seguidos. En el Masters de Indian Wells y el Masters de Miami, perdió en la segunda ronda ante Cristian Garin y Botic van de Zandschulp respectivamente. Como resultado de no poder defender sus puntos de finalista del Masters de Miami, cayó un puesto en el ranking hasta el número 5 del mundo.
Ruud ganó su décimo título ATP en tierra batida en el Abierto de Estoril 2023 al derrotar al favorito local y comodín Joao Sousa, al campeón defensor y quinto sembrado Sebastián Báez, a Quentin Halys en la semifinal en un duro partido de tres sets, y finalmente emergió victorioso en el muerte súbita del tercer set y a Miomir Kecmanović en la final. En el camino registró su victoria número 100 en tierra batida en la primera ronda, convirtiéndose en el segundo hombre nacido en 1995 o después en alcanzar esa cifra, después de Alexander Zverev. Como resultado, volvió al número 4 del mundo.
En el Masters de Montecarlo de 2023 perdió en la tercera ronda ante el clasificado y eventual finalista Jan-Lennard Struff. En el Masters de Madrid 2023 fue derrotado en la segunda ronda por el clasificado por primera vez Matteo Arnaldi.  En el Masters de Roma de 2023, Ruud llegó a semifinales, donde perdió ante Holger Rune por primera vez, a pesar de estar arriba por un set y un quiebre. En el Torneo de Roland Garros 2023, Ruud derrotó a Elias Ymer, al clasificado Giulio Zeppieri, a Zhang Zhizhen y a Nicolás Jarry para avanzar a los cuartos de final por segundo año consecutivo en este Major. En una revancha de los cuartos de final del año anterior, Ruud volvió a derrotar a Rune en cuatro sets. En su tercera semifinal importante, volvió a salir victorioso, derrotando a Alexander Zverev en sets seguidos. En la final, cayó ante Novak Djokovic en tres sets. 
Ruud, que ha expresado un fuerte desagrado por las canchas de césped, decidió no jugar ningún torneo sobre césped en el período previo al Campeonato de Wimbledon.  Después de derrotar al clasificado Laurent Lokoli en la primera ronda, nuevamente experimentó una decepcionante salida temprana del evento en la segunda, cayendo ante el jugador número 142 del mundo, Liam Broady, en cinco sets. 
En el siguiente torneo importante, el Abierto de Estados Unidos 2023, volvió a perder en la segunda ronda en cinco sets ante Zhizhen Zhang. 
Tras perder ante Francisco Cerúndolo en la segunda ronda del Masters de París, Ruud abandonó la lista de los diez primeros por primera vez desde que se unió en 2021.

### 2024: Campeón de Ginebra, cuartos de final en los Juegos Olímpicos
En la United Cup, Ruud derrotó a Tallon Griekspoor y Borna Ćorić en sets seguidos para llevar al equipo de Noruega a los cuartos de final. Allí, en su eliminatoria contra Francia, anotó una tercera victoria consecutiva en sets seguidos contra Adrian Mannarino, pero el equipo fue derrotado en dobles mixtos. 
En el Torneo de Los Cabos 2024 derrotó al segundo favorito Stefanos Tsitsipas para llegar a la final. En el mismo torneo llegó a semifinales en dobles junto a William Blumberg.  En el siguiente torneo, el Abierto Mexicano Telcel de 2024 en Acapulco, alcanzó dos finales consecutivas y su vigésima final en total de su carrera con una victoria sobre el segundo favorito Holger Rune . 
En el Masters de Miami 2024 llegó a la cuarta ronda con una victoria sobre el 27.º favorito Alejandro Davidovich Fokina, registrando su victoria número 100 en cancha dura. Ruud se convirtió en el único jugador masculino de 25 años o menos en tener 100 o más victorias en su carrera tanto en cancha dura como en arcilla (121) y el quinto jugador nacido desde 1990 en lograr el hito, después de Alexander Zverev, Dominic Thiem, Pablo Carreño Busta y Diego Schwartzman. 
En el Masters de Montecarlo 2024, llegó a la final derrotando al n.º 8 del mundo Hubert Hurkacz y al n.º 1 del mundo Novak Djokovic en el camino, perdiendo finalmente en sets seguidos ante Stefanos Tsitsipas en la final. La semana siguiente en el Torneo de Barcelona, como tercer cabeza de serie, Ruud derrotó a Alexandre Müller, al decimocuarto favorito Jordan Thompson, a Matteo Arnaldi y al decimotercer favorito Tomás Martín Etcheverry, todos en sets seguidos, para alcanzar su 22.ª final y preparar una revancha con Stefanos Tsitsipas. Derrotó a Tsitsipas en sets seguidos para ganar el título más importante de su carrera y el primer torneo por encima del nivel ATP 250, después de siete intentos.
En el Torneo de Ginebra 2024 se alzó con el trofeo y se convirtió en el primer tenista en conseguir tres títulos, al vencer en la final a Tomáš Macháč. Fue su duodécimo título de su carrera y el undécimo en tierra batida. 
En los Juegos Olímpicos de París se convirtió en el primer jugador noruego en alcanzar los cuartos de final de los Juegos, registrando su victoria número 250 de su carrera sobre Francisco Cerúndolo. 

### 2025: Torneos mediocres y campeón de su primer Masters 1000
Casper, en el Abierto de Australia se quedó en segunda ronda ante Jakub Mensik perdiendo 3 sets a 1.
Más tarde, en el abierto de Dallas, llegó a la final, donde cayó derrotado ante Denis Shapovalov perdiendo los dos sets.
En el abierto mexicano tampoco tuvo suerte eliminando a Artur Rinderknech 2 sets a 0 pero en la segunda ronda no tuvo suerte y quedó eliminado por el local Rodrigo Pacheco Méndez por su retiro del torneo.
En el primer Masters 1000 del año, indian wells, en individuales se quedó en ronda de 64 contra Girón por 2 sets a 1, y en dobles mixtos, con Ulrike Eikkeri, perdió en octavos ante Rublev y Melichar.
Siguiendo el doblete americano, en Miami tuvo más suerte, en 64.os eliminó a Kecmanovic, en 32.os a Tabilo y en octavos quedó eliminado por el argentino Cerundolo por 2 sets a 0.
En Montecarlo hizo otro torneo mediocre, eliminó en 32.os a Roberto Bautista por 2 sets a 0 pero en octavos le eliminó Popyrin por 2 sets a 1.
Más tarde, en Barcelona, eliminó en 32.os al colombiano Daniel Elahi Galán 2 sets a 0, otro 2 sets a 0 a Hamad Medjedovic en octavos, y en cuartos no logró ganar a Holger Rune en 2 sets a 0, logrando perder el top 10 del ranking ATP.
En Madrid logró hacer un grandísimo torneo, eliminando a Rinderknech, Korda, Fritz, Medvédev, en semis a Cerundolo por 2 sets a 0 y en la final ganó a Draper por 2 sets a 1, ganando su primer Masters 1000.
Después de su gran resultado, en Roma no logró repetir, eliminó a Bublik, Berrettini, Munar y quedándose en cuartos ante Sinner por 2 sets a 0.
Ya en Roland Garros, no hizo bien, ganó en primera ronda a Ramos-Vínolas y en segunda se quedó ante Nuno Borges con polémica por competir lesionado. Tras la finalización del torneo bajo al puesto 16 del ranking ATP. 

## Representación nacional

### Copa Davis
Se convirtió en parte del equipo noruego de Copa Davis en 2015, y junto con su compatriota Viktor Durasovic promovió a Noruega del Grupo Tres de la Zona Europa al Grupo Dos de la Zona Europa/África . 
En la Copa Davis de 2016, Ruud y Durasovic perdieron 3-2 ante Lituania en la primera ronda. En los play-offs vencieron a Luxemburgo 3-2 para permanecer en el Grupo Dos de la Zona Europa/África.  Noruega permaneció en el Grupo Dos de la Zona Europa/África en 2017 y 2018 antes de ganar su eliminatoria de 2019 contra Georgia, asegurándose un lugar en el play-off para el Grupo Mundial I como resultado de los cambios en el formato de la Copa Davis. Ganaron el play-off contra Barbados y, por lo tanto, se clasificaron para el Grupo Mundial I.

## Torneos de Grand Slam

### Individual

#### Finalista (3)
| Año  | Campeonato         | Oponente en la final | Resultado en final    |
| 2022 | Roland Garros      | Rafael Nadal         | 3-6, 3-6, 0-6         |
| 2022 | Abierto de EE. UU. | Carlos Alcaraz       | 4-6, 6-2, 6-7(1), 3-6 |
| 2023 | Roland Garros      | Novak Djokovic       | 6-7(1), 3-6, 5-7      |

## ATP World Tour Finals

#### Finalista (1)
| Año  | Torneo | Superficie | Finalista      | Resultado |
| 2022 | Turín  | Dura (i)   | Novak Djokovic | 5-7, 3-6  |

## ATP World Tour Masters 1000

#### Títulos (1)
| Año  | Torneo | Superficie    | Ind/Outdoor | Oponente en la final | Resultado     |
| 2025 | Madrid | Tierra batida | Outdoor     | Jack Draper          | 7-5, 3-6, 6-4 |

#### Finalista (2)
| Año  | Torneo     | Superficie    | Ind/Outdoor | Oponente en la final | Resultado |
| 2022 | Miami      | Dura          | Outdoor     | Carlos Alcaraz       | 5-7, 4-6  |
| 2024 | Montecarlo | Tierra batida | Outdoor     | Stefanos Tsitsipas   | 1-6, 4-6  |

## Títulos ATP (13; 13+0)

### Individual (13)
| Leyenda                         |
| Grand Slam (0)                  |
| ATP World Tour Finals (0)       |
| ATP World Tour Masters 1000 (1) |
| ATP World Tour 500 (1)          |
| ATP World Tour 250 (11)         |

| Títulos por Superficie |
| Dura (1)               |
| Tierra batida (12)     |
| Indoor (0)             |
| Outdoor (13)           |

| N.º | Fecha                 | Torneo           | Superficie    | Oponente en la final | Resultado           |
| --- | --------------------- | ---------------- | ------------- | -------------------- | ------------------- |
| 1.  | 16 de febrero de 2020 | Buenos Aires     | Tierra batida | Pedro Sousa          | 6-1, 6-4            |
| 2.  | 22 de mayo de 2021    | Ginebra          | Tierra batida | Denis Shapovalov     | 7-6(6), 6-4         |
| 3.  | 18 de julio de 2021   | Bastad           | Tierra batida | Federico Coria       | 6-3, 6-3            |
| 4.  | 25 de julio de 2021   | Gstaad           | Tierra batida | Hugo Gaston          | 6-3, 6-2            |
| 5.  | 31 de julio de 2021   | Kitzbühel        | Tierra batida | Pedro Martínez       | 6-1, 4-6, 6-3       |
| 6.  | 3 de octubre de 2021  | San Diego        | Dura          | Cameron Norrie       | 6-0, 6-2            |
| 7.  | 13 de febrero de 2022 | Buenos Aires (2) | Tierra batida | Diego Schwartzman    | 5-7, 6-2, 6-3       |
| 8.  | 21 de mayo de 2022    | Ginebra (2)      | Tierra batida | João Sousa           | 7-6(3), 4-6, 7-6(1) |
| 9.  | 24 de julio de 2022   | Gstaad (2)       | Tierra batida | Matteo Berrettini    | 4-6, 7-6(4), 6-2    |
| 10. | 9 de abril de 2023    | Estoril          | Tierra batida | Miomir Kecmanović    | 6-2, 7-6(3)         |
| 11. | 21 de abril de 2024   | Barcelona        | Tierra batida | Stefanos Tsitsipas   | 7-5, 6-3            |
| 12. | 25 de mayo de 2024    | Ginebra (3)      | Tierra batida | Tomáš Macháč         | 7-5, 6-3            |
| 13. | 4 de mayo de 2025     | Madrid           | Tierra batida | Jack Draper          | 7-5, 3-6, 6-4       |

#### Finalista (12)
| N.º | Fecha                    | Torneo                | Superficie    | Oponente en la final | Resultado             |
| --- | ------------------------ | --------------------- | ------------- | -------------------- | --------------------- |
| 1.  | 14 de abril de 2019      | Houston               | Tierra batida | Christian Garín      | 6-7(4), 6-4, 3-6      |
| 2.  | 1 de marzo de 2020       | Santiago              | Tierra batida | Thiago Seyboth Wild  | 5-7, 6-4, 3-6         |
| 3.  | 3 de abril de 2022       | Miami                 | Dura          | Carlos Alcaraz       | 5-7, 4-6              |
| 4.  | 5 de junio de 2022       | Roland Garros         | Tierra batida | Rafael Nadal         | 3-6, 3-6, 0-6         |
| 5.  | 11 de septiembre de 2022 | Abierto de EE.UU.     | Dura          | Carlos Alcaraz       | 4-6, 6-2, 6-7(1), 3-6 |
| 6.  | 20 de noviembre de 2022  | ATP World Tour Finals | Dura (i)      | Novak Djokovic       | 5-7, 3-6              |
| 7.  | 11 de junio de 2023      | Roland Garros         | Tierra batida | Novak Djokovic       | 6-7(1), 3-6, 5-7      |
| 8.  | 23 de julio de 2023      | Bastad                | Tierra batida | Andrey Rublev        | 6-7(3), 0-6           |
| 9.  | 24 de febrero de 2024    | Los Cabos             | Dura          | Jordan Thompson      | 4-6, 6-7(4)           |
| 10. | 2 de marzo de 2024       | Acapulco              | Dura          | Álex de Miñaur       | 4-6, 4-6              |
| 11. | 14 de abril de 2024      | Montecarlo            | Tierra batida | Stefanos Tsitsipas   | 1-6, 4-6              |
| 12. | 9 de febrero de 2025     | Dallas                | Dura (i)      | Denis Shapovalov     | 6-7(5), 3-6           |

## Clasificación histórica
| Torneo                   | 2016               | 2017               | 2018               | 2019                 | 2020                 | 2021                 | 2022                 | 2023                 | 2024                 | 2025                 | Títulos      | G-P          |
| ------------------------ | ------------------ | ------------------ | ------------------ | -------------------- | -------------------- | -------------------- | -------------------- | -------------------- | -------------------- | -------------------- | ------------ | ------------ |
| Grand Slam               |                    |                    |                    |                      |                      |                      |                      |                      |                      |                      |              |              |
| Australian Open          | A                  | Q3                 | 2R                 | Q1                   | 1R                   | 4R                   | A                    | 2R                   | 3R                   | 2R                   | 0 / 6        | 8-6          |
| Roland Garros            | A                  | Q2                 | 2R                 | 3R                   | 3R                   | 3R                   | F                    | F                    | SF                   | 2R                   | 0 / 8        | 24-8         |
| Wimbledon                | A                  | A                  | Q1                 | 1R                   | ND                   | 1R                   | 2R                   | 2R                   | 2R                   | A                    | 0 / 5        | 3-5          |
| US Open                  | A                  | Q2                 | 1R                 | 1R                   | 3R                   | 2R                   | F                    | 2R                   | 4R                   |                      | 0 / 7        | 13-7         |
| Total G-P                | 0-0                | 0-0                | 2-3                | 2-3                  | 4-3                  | 6-4                  | 13-3                 | 9-4                  | 10-4                 | 2-2                  | 0 / 26       | 48-26        |
| Torneos de final de año  |                    |                    |                    |                      |                      |                      |                      |                      |                      |                      |              |              |
| ATP Finals               | No se clasificó    | No se clasificó    | No se clasificó    | No se clasificó      | No se clasificó      | SF                   | F                    | NSC                  | SF                   |                      | 0 / 3        | 7-6          |
| Total G-P                |                    |                    |                    |                      |                      | 2-2                  | 3-2                  |                      | 2-2                  |                      | 0 / 3        | 7-6          |
| ATP Tour Masters 1000    |                    |                    |                    |                      |                      |                      |                      |                      |                      |                      |              |              |
| Indian Wells             | A                  | A                  | Q2                 | Q1                   | ND                   | 4R                   | 3R                   | 3R                   | CF                   | 2R                   | 0 / 5        | 7-5          |
| Miami                    | Q1                 | 1R                 | Q1                 | 1R                   | ND                   | A                    | F                    | 3R                   | 4R                   | 4R                   | 0 / 6        | 10-6         |
| Montecarlo               | A                  | 1R                 | A                  | A                    | ND                   | SF                   | 3R                   | 3R                   | F                    | 3R                   | 0 / 6        | 11-6         |
| Madrid                   | A                  | Q1                 | A                  | Q2                   | ND                   | SF                   | 2R                   | 2R                   | 4R                   | G                    | 1 / 5        | 12-4         |
| Roma                     | A                  | A                  | A                  | 3R                   | SF                   | A                    | SF                   | SF                   | 2R                   | CF                   | 0 / 6        | 16-6         |
| Canadá                   | A                  | A                  | A                  | A                    | ND                   | CF                   | SF                   | 3R                   | 3R                   |                      | 0 / 4        | 7-3          |
| Cincinnati               | A                  | A                  | A                  | 1R                   | 1R                   | CF                   | 2R                   | 2R                   | 2R                   |                      | 0 / 6        | 2-6          |
| Shanghái                 | A                  | A                  | A                  | A                    | No disputado         | No disputado         | No disputado         | 4R                   | 2R                   |                      | 0 / 2        | 2-2          |
| París                    | A                  | A                  | A                  | 1R                   | 1R                   | CF                   | 3R                   | 2R                   | 2R                   |                      | 0 / 6        | 3-6          |
| Total G-P                | 0-0                | 0-2                | 0-0                | 2-4                  | 4-3                  | 16-6                 | 14-8                 | 10-9                 | 12-8                 | 12-4                 | 1 / 46       | 70-44        |
| ATP Tour 500             |                    |                    |                    |                      |                      |                      |                      |                      |                      |                      |              |              |
| Dallas                   | Torneo inexistente | Torneo inexistente | Torneo inexistente | Torneo inexistente   | Torneo inexistente   | Torneo inexistente   | ATP 250              | ATP 250              | ATP 250              | F                    | 0 / 1        | 4-1          |
| Río de Janeiro           | A                  | SF                 | 1R                 | CF                   | 1R                   | ND                   | A                    | A                    | A                    | A                    | 0 / 4        | 5-4          |
| Acapulco                 | A                  | A                  | A                  | A                    | A                    | CF                   | A                    | 2R                   | F                    | 2R                   | 0 / 4        | 8-2          |
| Barcelona                | A                  | 2R                 | A                  | A                    | ND                   | A                    | CF                   | 3R                   | G                    | CF                   | 1 / 5        | 11-4         |
| Londres                  | A                  | A                  | A                  | A                    | ND                   | A                    | 1R                   | A                    | A                    | A                    | 0 / 1        | 0-1          |
| Hamburgo                 | A                  | Q1                 | 1R                 | 2R                   | SF                   | A                    | A                    | CF                   | A                    | A                    | 0 / 4        | 6-4          |
| Washington               | A                  | 1R                 | A                  | A                    | ND                   | A                    | A                    | A                    | A                    |                      | 0 / 1        | 0-1          |
| Pekín                    | A                  | A                  | A                  | A                    | No disputado         | No disputado         | No disputado         | CF                   | A                    |                      | 0 / 1        | 2-1          |
| Tokio                    | A                  | A                  | A                  | A                    | ND                   | ND                   | 1R                   | 2R                   | 1R                   |                      | 0 / 3        | 1-3          |
| Viena                    | A                  | A                  | A                  | A                    | 1R                   | CF                   | A                    | A                    | A                    |                      | 0 / 2        | 2-2          |
| Basilea                  | A                  | A                  | A                  | Q2                   | ND                   | ND                   | 1R                   | 2R                   | 1R                   |                      | 0 / 3        | 1-3          |
| Total G-P                | 0-0                | 4-3                | 0-2                | 3-2                  | 3-3                  | 4-1                  | 2-4                  | 8-6                  | 9-3                  | 7-2                  | 1 / 29       | 40-26        |
| ATP Tour 250             |                    |                    |                    |                      |                      |                      |                      |                      |                      |                      |              |              |
| Chennai/Pune             | A                  | 1R                 | A                  | A                    | A                    | ND                   | A                    | A                    | TD                   | TD                   | 0 / 1        | 0-1          |
| Auckland                 | A                  | A                  | 1R                 | A                    | 1R                   | ND                   | ND                   | 2R                   | A                    | A                    | 0 / 3        | 0-3          |
| Melbourne 2              | Torneo inexistente | Torneo inexistente | Torneo inexistente | Torneo inexistente   | Torneo inexistente   | 2R                   | Torneo descontinuado | Torneo descontinuado | Torneo descontinuado | Torneo descontinuado | 0 / 1        | 0-1          |
| Quito                    | A                  | A                  | 2R                 | Torneo descontinuado | Torneo descontinuado | Torneo descontinuado | Torneo descontinuado | Torneo descontinuado | Torneo descontinuado | Torneo descontinuado | 0 / 1        | 1-1          |
| Córdoba                  | Torneo inexistente | Torneo inexistente | Torneo inexistente | Q1                   | A                    | A                    | A                    | A                    | A                    | TD                   | 0 / 0        | 0-0          |
| Buenos Aires             | A                  | A                  | Q2                 | Q1                   | G                    | A                    | G                    | A                    | A                    | A                    | 2 / 2        | 9-0          |
| Los Cabos                | A                  | A                  | A                  | A                    | ND                   | A                    | A                    | A                    | F                    |                      | 0 / 1        | 3-1          |
| São Paulo                | A                  | 2R                 | A                  | SF                   | Torneo descontinuado | Torneo descontinuado | Torneo descontinuado | Torneo descontinuado | Torneo descontinuado | Torneo descontinuado | 0 / 2        | 4-2          |
| Santiago                 | No disputado       | No disputado       | No disputado       | No disputado         | F                    | A                    | A                    | A                    | A                    | A                    | 0 / 1        | 3-1          |
| Houston                  | A                  | A                  | A                  | F                    | ND                   | ND                   | A                    | A                    | A                    | A                    | 0 / 1        | 4-1          |
| Marbella                 | Torneo inexistente | Torneo inexistente | Torneo inexistente | Torneo inexistente   | Torneo inexistente   | CF                   | Torneo descontinuado | Torneo descontinuado | Torneo descontinuado | Torneo descontinuado | 0 / 1        | 1-1          |
| Estoril                  | A                  | A                  | A                  | A                    | ND                   | A                    | A                    | G                    | SF                   | ChT                  | 1 / 2        | 6-1          |
| Múnich                   | A                  | 1R                 | 2R                 | A                    | ND                   | SF                   | CF                   | A                    | A                    | ATP 500              | 0 / 4        | 4-4          |
| Ginebra                  | A                  | A                  | A                  | A                    | ND                   | G                    | G                    | CF                   | G                    | A                    | 3 / 4        | 13-1         |
| Mallorca                 | Torneo inexistente | Torneo inexistente | Torneo inexistente | Torneo inexistente   | Torneo inexistente   | CF                   | A                    | A                    | A                    | A                    | 0 / 1        | 2-1          |
| Bastad                   | A                  | A                  | CF                 | 1R                   | ND                   | G                    | 2R                   | F                    | 2R                   |                      | 1 / 6        | 8-5          |
| Gstaad                   | A                  | A                  | A                  | A                    | ND                   | G                    | G                    | A                    | A                    |                      | 2 / 2        | 8-0          |
| Kitzbühel                | A                  | A                  | A                  | SF                   | A                    | G                    | A                    | A                    | A                    |                      | 1 / 2        | 7-1          |
| Winston-Salem            | A                  | A                  | A                  | 3R                   | ND                   | A                    | A                    | A                    | A                    |                      | 0 / 1        | 1-1          |
| San Petersburgo          | A                  | A                  | A                  | CF                   | ATP 500              | A                    | Torneo descontinuado | Torneo descontinuado | Torneo descontinuado | Torneo descontinuado | 0 / 1        | 2-1          |
| Chengdú                  | 1R                 | A                  | A                  | A                    | No disputado         | No disputado         | No disputado         | A                    | A                    |                      | 0 / 1        | 0-1          |
| Zhuhai                   | Torneo inexistente | Torneo inexistente | Torneo inexistente | 1R                   | No disputado         | No disputado         | No disputado         | A                    | TD                   | TD                   | 0 / 1        | 0-1          |
| San Diego                | Torneo inexistente | Torneo inexistente | Torneo inexistente | Torneo inexistente   | Torneo inexistente   | G                    | A                    | Torneo descontinuado | Torneo descontinuado | Torneo descontinuado | 1 / 1        | 4-0          |
| Seúl                     | Torneo inexistente | Torneo inexistente | Torneo inexistente | Torneo inexistente   | Torneo inexistente   | Torneo inexistente   | CF                   | Torneo descontinuado | Torneo descontinuado | Torneo descontinuado | 0 / 1        | 1-1          |
| Estocolmo                | A                  | Q1                 | A                  | 1R                   | ND                   | A                    | A                    | A                    | CF                   |                      | 0 / 2        | 1-2          |
| Cerdeña                  | Torneo inexistente | Torneo inexistente | Torneo inexistente | Torneo inexistente   | 2R                   | Torneo descontinuado | Torneo descontinuado | Torneo descontinuado | Torneo descontinuado | Torneo descontinuado | 0 / 1        | 0-1          |
| Metz                     | A                  | A                  | A                  | A                    | ND                   | A                    | A                    | A                    | 2R                   |                      | 0 / 1        | 0-1          |
| Total G-P                | 0-1                | 1-3                | 4-4                | 13-8                 | 8-3                  | 24-4                 | 14-3                 | 8-3                  | 10-5                 | 0-0                  | 11 / 45      | 82-34        |
| Representación Nacional  |                    |                    |                    |                      |                      |                      |                      |                      |                      |                      |              |              |
| Juegos Olímpicos         | A                  | No disputado       | No disputado       | No disputado         | No disputado         | A                    | ND                   | ND                   | CF                   | ND                   | 0 / 1        | 3-1          |
| Copa Davis               | Z2                 | Z2                 | Z2                 | Z2                   | Z1                   | Z1                   | Z1                   | Z1                   | Z1                   | Z1                   | 0 / 0        | 19-5         |
| ATP Cup                  | Torneo inexistente | Torneo inexistente | Torneo inexistente | Torneo inexistente   | RR                   | NSC                  | RR                   | Torneo descontinuado | Torneo descontinuado | Torneo descontinuado | 0 / 2        | 4-2          |
| United Cup               | Torneo inexistente | Torneo inexistente | Torneo inexistente | Torneo inexistente   | Torneo inexistente   | Torneo inexistente   | Torneo inexistente   | RR                   | CF                   | RR                   | 0 / 3        | 6-1          |
| Total G-P                | 2-2                | 2-1                | 2-0                | 2-0                  | 3-1                  | 4-0                  | 4-2                  | 1-1                  | 8-2                  | 4-0                  | 0 / 6        | 32-9         |
| Estadísticas             |                    |                    |                    |                      |                      |                      |                      |                      |                      |                      |              |              |
|                          | 2016               | 2017               | 2018               | 2019                 | 2020                 | 2021                 | 2022                 | 2023                 | 2024                 | 2025                 | Totales      | Totales      |
| Torneos                  | 1                  | 8                  | 9                  | 17                   | 13                   | 22                   | 22                   | 23                   | 25                   | 10                   | 150          | 150          |
| Títulos                  | 0                  | 0                  | 0                  | 0                    | 1                    | 5                    | 3                    | 1                    | 2                    | 1                    | 13           | 13           |
| Finales                  | 0                  | 0                  | 0                  | 1                    | 2                    | 5                    | 7                    | 3                    | 5                    | 2                    | 25           | 25           |
| G-P en dura              | 2-3                | 2-4                | 3-3                | 4-10                 | 5-7                  | 27-10                | 25-13                | 14-14                | 26-17                | 12-4                 | 1 / 75       | 120-85       |
| G-P en polvo de ladrillo | 0-0                | 5-5                | 5-6                | 19-8                 | 17-6                 | 28-5                 | 25-7                 | 22-8                 | 24-7                 | 13-4                 | 12 / 68      | 158-56       |
| G-P en césped            | 0-0                | 0-0                | 0-0                | 0-1                  | 0-0                  | 2-2                  | 1-2                  | 1-1                  | 1-1                  | 0-0                  | 0 / 7        | 5-7          |
| G-P en general           | 2-3                | 7-9                | 8-9                | 23-19                | 22-13                | 57-17                | 51-22                | 37-23                | 51-25                | 25-8                 | 13 / 150     | 283-148      |
| Ranking                  | 225                | 139                | 112                | 54                   | 27                   | 8                    | 3                    | 11                   | 6                    |                      | 22.194.938 $ | 22.194.938 $ |

Leyenda
| G | F | SF | CF | #R | RR | C# | P# | NSC | NE | A | Z# | PO | O | P | B | ATP# | TI | TD | ND |

## Challengers y Futures

### Individuales
| Leyenda (Singles) |
| ----------------- |
| Challengers (1)   |
| Futures (2)       |

### Individuales (3)
| N.º | Fecha      | Torneo                | Superficie    | Oponente          | Resultado     |
| --- | ---------- | --------------------- | ------------- | ----------------- | ------------- |
| 1.  | 14.02.2016 | España F3             | Tierra batida | Carlos Taberner   | 2-6, 7-6, 6-0 |
| 2.  | 07.08.2016 | Finlandia F1          | Tierra batida | Mikael Torpegaard | 6-3, 4-6, 6-0 |
| 3.  | 10.09.2016 | Challenger de Sevilla | Tierra batida | Taro Daniel       | 6-3, 6-4      |

#### Finalista en individuales (4)
| N.º | Fecha      | Torneo     | Superficie    | Oponente           | Resultado           |
| --- | ---------- | ---------- | ------------- | ------------------ | ------------------- |
| 1.  | 20.03.2016 | USA F10    | Dura          | Michael Mmoh       | 4-6, 7-6(5), 1-6    |
| 2.  | 15.05.2016 | Italia F10 | Tierra batida | Stefanos Tsitsipas | 3-6, 7-6(2), 6-7(2) |
| 3.  | 24.07.2016 | Bélgica F6 | Tierra batida | Daniel Altmaier    | 7-6(3), 1-6, 6-7(3) |
| 4.  | 06.11.2016 | Noruega F3 | Dura (i)      | Gianluigi Quinzi   | 4-6, 2-6            |

## Victorias sobre top 10
- Ruud tiene un récord de 19-29 (39,6% de efectividad) contra jugadores que en el momento en que se jugó el partido se encontraban entre los diez primeros del ranking mundial.[24]

| Año       | 2015 | 2016 | 2017 | 2018 | 2019 | 2020 | 2021 | 2022 | 2023 | 2024 | 2025 | Total |
| --------- | ---- | ---- | ---- | ---- | ---- | ---- | ---- | ---- | ---- | ---- | ---- | ----- |
| Victorias | 0    | 0    | 0    | 0    | 0    | 1    | 3    | 5    | 1    | 6    | 3    | 19    |

| #    | Jugador               | Ranking | Torneo                        | Superficie     | Rd   | Resultado          | Ranking |
| 2020 | 2020                  | 2020    | 2020                          | 2020           | 2020 | 2020               | 2020    |
| ---- | --------------------- | ------- | ----------------------------- | -------------- | ---- | ------------------ | ------- |
| 1.   | Matteo Berrettini     | 8       | Roma, Italia                  | Tierra batida  | CF   | 4–6, 6–3, 7–6(7–5) | 34      |
| 2021 |                       |         |                               |                |      |                    |         |
| 2.   | Diego Schwartzman     | 9       | Montecarlo, Mónaco            | Tierra batida  | 2R   | 6–3, 6–3           | 27      |
| 3.   | Stéfanos Tsitsipás    | 5       | Madrid, España                | Tierra batida  | 3R   | 7–6(7–4), 6–4      | 22      |
| 4.   | Andréi Rubliov        | 5       | ATP Finals, Turín, Italia     | Pista dura (i) | RR   | 2–6, 7–5, 7–6(7–5) | 8       |
| 2022 |                       |         |                               |                |      |                    |         |
| 5.   | Alexander Zverev      | 4       | Miami, Estados Unidos         | Pista dura     | CF   | 6–3, 1–6, 6–3      | 8       |
| 6.   | Félix Auger-Aliassime | 9       | Montreal, Canadá              | Pista dura     | CF   | 6–1, 6–2           | 7       |
| 7.   | Félix Auger-Aliassime | 6       | ATP Finals, Turín, Italia     | Pista dura (i) | RR   | 7–6(7–4), 6–4      | 4       |
| 8.   | Taylor Fritz          | 9       | ATP Finals, Turín, Italia     | Pista dura (i) | RR   | 6–3, 4–6, 7–6(8–6) | 4       |
| 9.   | Andréi Rubliov        | 7       | ATP Finals, Turín, Italia     | Pista dura (i) | SF   | 6–2, 6–4           | 4       |
| 2023 |                       |         |                               |                |      |                    |         |
| 10.  | Holger Rune           | 6       | Roland Garros, París, Francia | Tierra batida  | CF   | 6–1, 6–2, 3–6, 6–3 | 4       |
| 2024 |                       |         |                               |                |      |                    |         |
| 11.  | Holger Rune           | 7       | Acapulco, México              | Pista dura     | SF   | 3–6, 6–3, 6–4      | 11      |
| 12.  | Hubert Hurkacz        | 8       | Montecarlo, Mónaco            | Tierra batida  | 3R   | 6–4, 6–2           | 10      |
| 13.  | Novak Djokovic        | 1       | Montecarlo, Mónaco            | Tierra batida  | SF   | 6–4, 1–6, 6–4      | 10      |
| 14.  | Stéfanos Tsitsipás    | 7       | Barcelona, España             | Tierra batida  | F    | 7–5, 6–3           | 6       |
| 15.  | Carlos Alcaraz        | 3       | ATP Finals, Turín, Italia     | Pista dura (i) | RR   | 6–1, 7–5           | 7       |
| 16.  | Andréi Rubliov        | 8       | ATP Finals, Turín, Italia     | Pista dura (i) | RR   | 6–4, 5–7, 6–2      | 7       |
| 2025 |                       |         |                               |                |      |                    |         |
| 17.  | Taylor Fritz          | 4       | Madrid, España                | Tierra batida  | 4R   | 7–5, 6–4           | 15      |
| 18.  | Daniil Medvédev       | 10      | Madrid, España                | Tierra batida  | CF   | 6–3, 7–5           | 15      |
| 19.  | Jack Draper           | 6       | Madrid, España                | Tierra batida  | F    | 7–5, 3–6, 6–4      | 15      |

## Ranking ATP al final de la temporada
| Año                      | 2015 | 2016 | 2017 | 2018 | 2019 | 2020 | 2021 | 2022 | 2023 | 2024 |
| Ranking ATP Individuales | 1139 | 225  | 139  | 112  | 54   | 27   | 8    | 3    | 11   | 6    |

## Vida personal
En noviembre de 2024 anuncia su compromiso con su novia Maria Galligani. 